# Чегла (приток Ояти)
Чегла, в среднем и верхнем течении Викшеньга или Викшенька — река в России, протекает по территории Лодейнопольского района в Ленинградской области. Устье реки находится в 10 км по левому берегу реки Ояти, рядом с одноимённой деревней. Длина реки — 32 км, площадь её водосборного бассейна — 102 км².

## Данные водного реестра
По данным государственного водного реестра России относится к Балтийскому бассейновому округу, водохозяйственный участок реки — Свирь, речной подбассейн реки — Свирь (включая реки бассейна Онежского озера). Относится к речному бассейну реки Нева (включая бассейны рек Онежского и Ладожского озера).
По данным геоинформационной системы водохозяйственного районирования территории РФ, подготовленной Федеральным агентством водных ресурсов:
- Код водного объекта в государственном водном реестре — 01040100812102000013246
- Код по гидрологической изученности (ГИ) — 102001324
- Код бассейна — 01.04.01.008
- Номер тома по ГИ — 2
- Выпуск по ГИ — 0